# Kenenisa Bekele
Kenenisa Bekele (* 13. června 1982 Bekoji) je etiopský vytrvalostní běžec, který se v prvním desetiletí 21. století stal jedním z nejlepších běžeckých vytrvalců světa, mnohonásobným zlatým medailistou z velkých soutěží i vícenásobným světovým rekordmanem. Jedná se také o jedenáctinásobného mistra světa v přespolním běhu.

## Kariéra
K jeho největším úspěchům patří vítězství v běhu na 10 000 m, dále druhé místo z poloviční trati na olympiádě v Athénách a dvě zlaté medaile z obou tratí na olympiádě v Pekingu v roce 2008. Je také trojnásobným mistrem světa na desetikilometrové trati (2003, 2005 a 2007), na poloviční trati získal bronzovou medaili na mistrovství světa v atletice v roce 2003.
V současnosti je také držitelem světových rekordů na obou nejdelších dráhových běžeckých disciplínách, na trati 5000 m (12:37,35 min z roku 2004) a 10 000 m (26:17,53 min z roku 2005, první a dosud jediný běžec v historii pod hranici 26:20 min.).
V roce 2008 obhájil zlatou medaili v běhu na 10 000 metrů na olympiádě v Pekingu v novém olympijském rekordu 27:01.17 min. Dne 23. srpna 2008 na této olympiádě získal další zlatou medaili v běhu na 5 000 metrů v olympijském rekordu 12:57,82 minuty a překonal tak 24 let starý olympijský rekord. Ve své kariéře tak získal třetí olympijské zlato.
V roce 2004 a 2005 byl vítězem ankety Atlet světa.
29. září 2019 zvítězil na trati berlínského maratónu časem 2:01:41 hodiny, zaostal tak za světovým rekordem Eliuda Kipchogeho o pouhé 2 sekundy a stal se druhým nejrychlejším maratoncem historie.

## Osobní rekordy
Dráha
- Běh na 1500 metrů 3:32,35 min. (2007)
- Běh na 3000 metrů 7:25,79 min. (2007)
- Běh na 5000 metrů 12:37,35 min. (2004)
- Běh na 10000 metrů 26:17,53 min. (2005)
- Maratonský běh 2:01:41 hod. (2019)

Hala
- Běh na 5000 metrů 12:49.60 (Birmingham z 20. února 2004) -  (Současný světový rekord)
- Běh na 2000 metrů 4:49.99 (Birmingham z 17. února 2007)
- 2 mile 8:04.35 (Birmingham z 16. února 2008)